# Inundações europeias de 2002

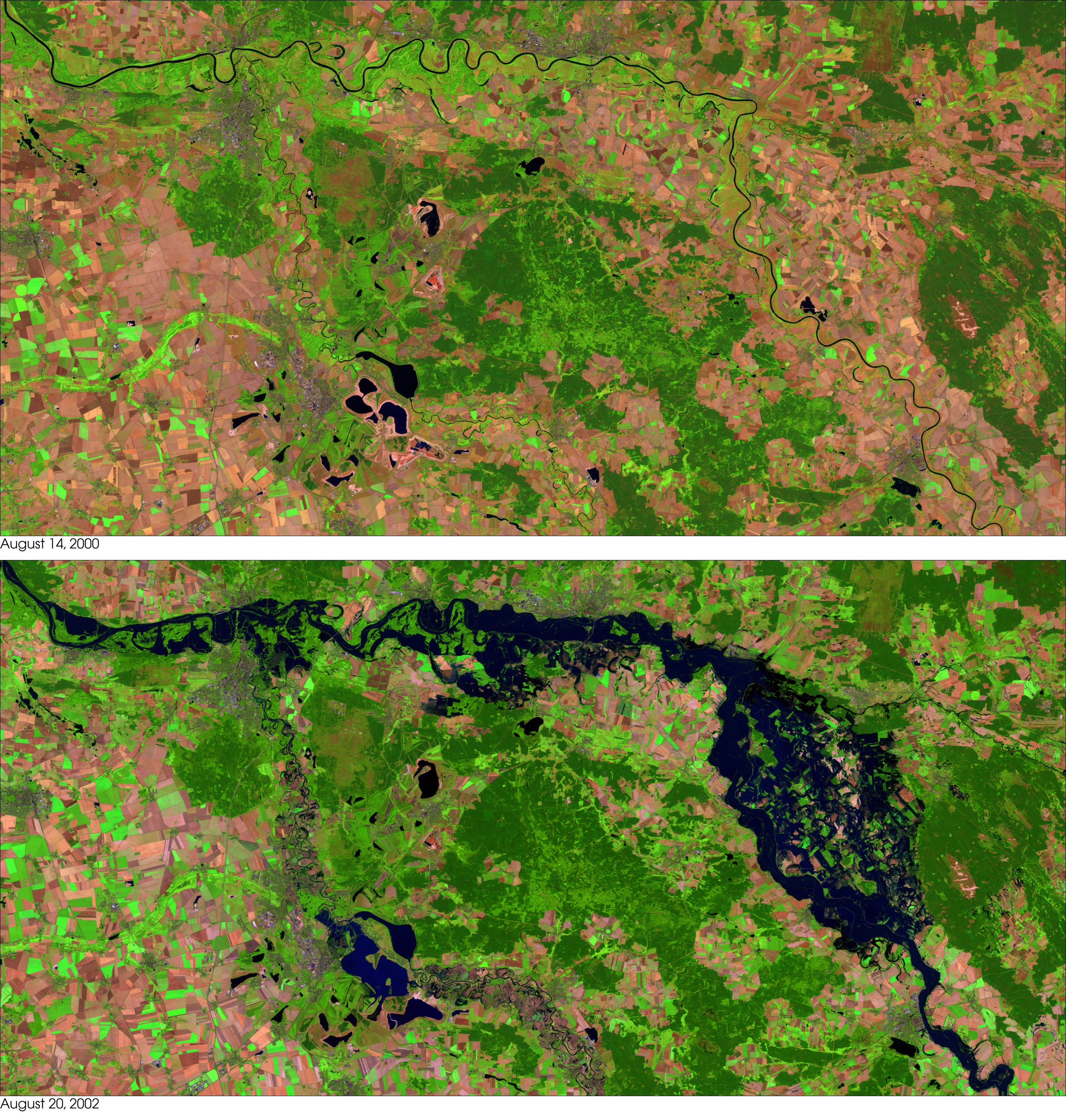
Inundação no Elba 2002 antes depois

Em agosto de 2002 uma inundação causada por mais de uma semana de fortes chuvas contínuas devastou a Europa, matando dezenas, destruindo milhares, e causando danos de milhares de milhões de euros na Chéquia, Austria, Alemanha, Eslováquia, Polónia, Hungria, Roménia e Croácia, bem como na Rússia. A inundação era de uma magnitude esperada para ocorrer aproximadamente uma vez por século. Registaram-se alturas sem precedentes de enchentes e morreram pelo menos 110 pessoas. Em dezembro de 2002, as estimativas dos prejuízos económicos totais excederam 15 mil milhões de euros, dos quais 15% tinham seguros.

## Desenvolvimento das cheias
As cheias resultaram da passagem de dois sistemas de baixa pressão de Gênova (nomeadas Hanne e Ilse pela Universidade Livre de Berlim), que trouxeram ar quente e húmido do Mediterrâneo para o norte. Acredita-se que os efeitos do El Niño embora outros discordem. As inundações moveram-se gradualmente para o leste ao longo do Danúbio, embora os danos nas grandes cidades em suas costas não tenham sido tão graves como nas áreas afetadas pelas inundações posteriores.
Quando a chuva mudou para o nordeste, para a floresta da Boêmia e para as áreas de origem dos rios Elba e Vltava, os resultados foram níveis de água catastróficos primeiro nas áreas austríacas de Mühlviertel e Waldviertel e depois na República Checa, Turíngia e Saxônia. Várias aldeias no norte da Boêmia, Turíngia e Saxônia foram mais ou menos destruídas por rios que mudaram de curso ou transbordaram maciçamente de suas margens.

## Áreas afetadas

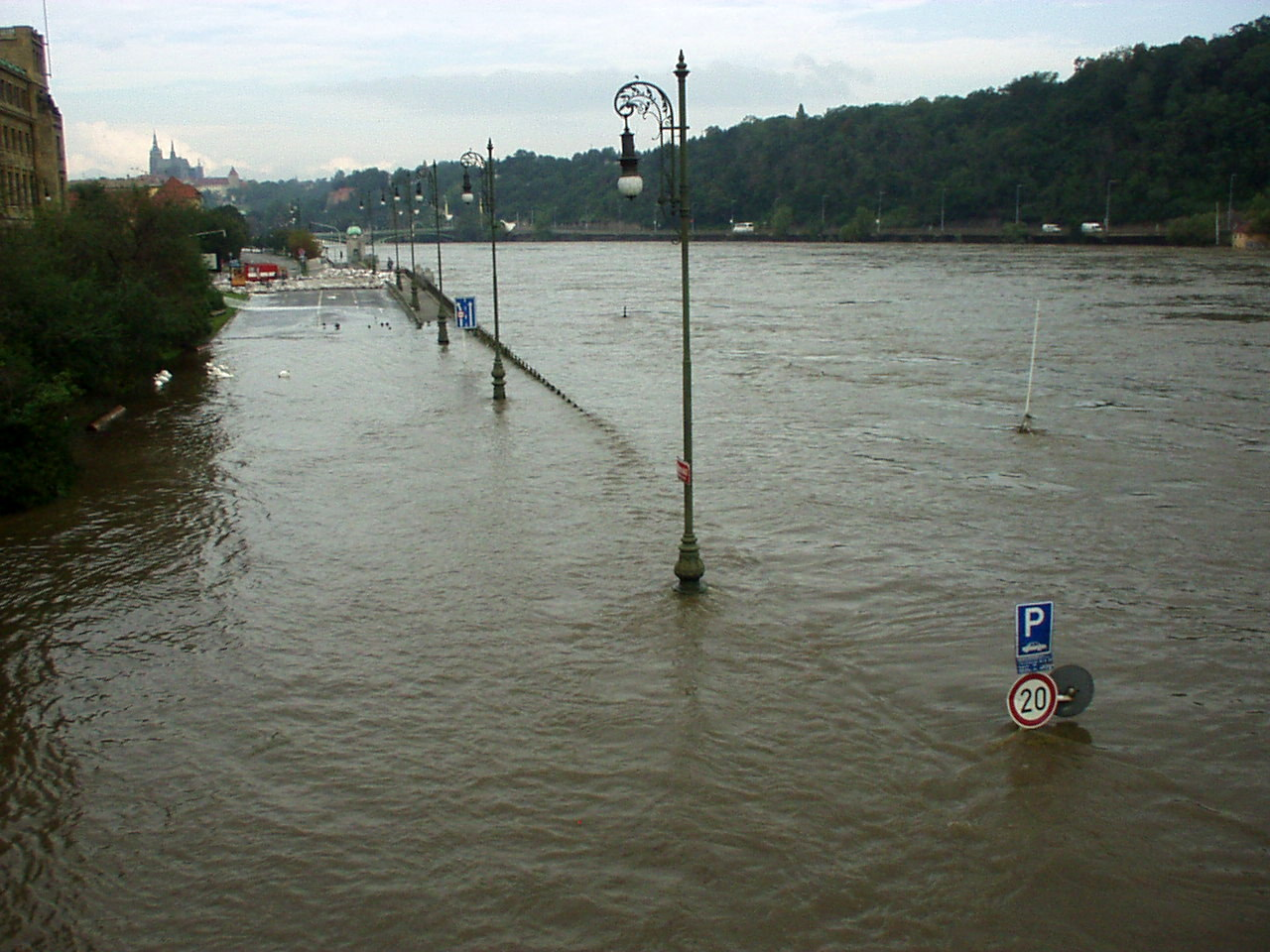
Inundações em Praga

As inundações que atingiram a Europa em agosto de 2002 faziam parte de um sistema maior que também estava afetando a Ásia. Vários rios da região, incluindo o Vltava, Elba e Danúbio atingiram níveis recordes.

### República Checa

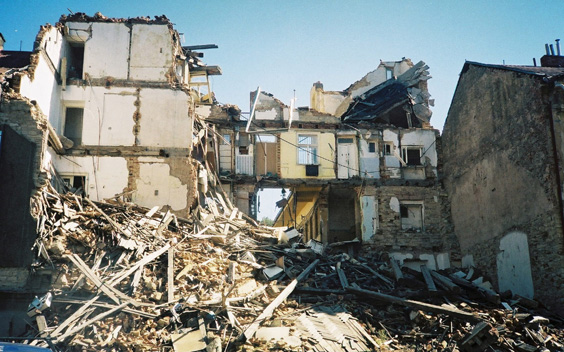
Danos causados pela inundação no distrito de Karlin, em Praga

Rede de metro inundada de Praga em 2002

Praga recebeu danos significativos do que foram consideradas as piores enchentes já ocorridas na capital. O fluxo de Vltava culminou em 5300 m³/s, 20% a mais do que durante a enchente de 1845. Entre as regiões da capital mais afetadas estão: Karlín, Kampa, Holešovice e Libeň, onde havia risco significativo de desabamento de edifícios. A maior parte da obra de arte de Praga foi salva devido ao aviso prévio de níveis elevados de água, no entanto, houve danos significativos no sistema de metrô de Praga, grande parte do qual foi completamente inundado, bem como no histórico posto pneumático de Praga, que foi forçado a cessar a operação.
O Memorial de Terezín e o Bairro Judeu de Praga também receberam danos significativos, uma parte dos estimados $ 30 milhões em danos a locais culturais tchecos, incluindo: a Biblioteca Municipal de Praga, Malá Strana, o Teatro Nacional e Terezín.
As evacuações antes do pior das enchentes foram citadas como uma das razões para as perdas de vidas na capital. Estima-se que 40.000 pessoas foram evacuadas de Praga. Uma das vítimas mais visíveis das enchentes de verão foi Gaston, um leão-marinho do Zoológico de Praga que nadou para a Alemanha após a inundação de seu aquário. Por algum tempo, acreditou-se que ele sobreviveria, porém ele morreu após a captura em Dresden.
No total, 17 pessoas perderam a vida na República Checa devido às enchentes, e os danos causados pelas enchentes foram estimados entre 70 e 73 mil milhões de CZK. Os danos ao metro de Praga foram estimados em aproximadamente 7 mil milhões de CZK.

### Alemanha
A Alemanha foi o país mais atingido, com mais de dois terços das perdas totais da enchente. Os 10 anos de trabalhos de renovação realizados desde a reunificação em 1990 na cidade de Grimma, na antiga Alemanha Oriental, teriam sido destruídos em uma noite.
Dresden recebeu danos significativos quando o rio Elba atingiu o ponto mais alto de 9,4 metros (30,8 pés). Mais de 30.000 pessoas foram evacuadas de vários bairros da cidade e alguns marcos culturais da cidade foram considerados em risco.
O Palácio Zwinger de Dresden, lar de um número significativo de tesouros artísticos da Europa, incluindo a Madona Sistina de Rafael, estava em risco com as inundações do Elba, no entanto, todas as obras de arte puderam ser salvas. A Ópera Semper também sofreu danos.

### Rússia
A região da Costa do Mar Negro foi uma das regiões mais severamente atingidas da Rússia, com perdas significativas de vidas devido a um tornado que atingiu a região turística e destruiu casas. Isso aconteceu depois das enchentes de verão anteriores no sul da Rússia. Ao todo, os danos na região foram calculados em mais de US $ 400 milhão.

## Regiões poupadas
Embora toda a Europa tenha sido afetada em algum grau ou outro pelas chuvas recordes que caíram, algumas cidades foram poupadas das severas inundações que atingiram Dresden e Praga.
Embora o Danúbio tenha atingido níveis recordes, tanto Bratislava quanto Viena foram poupadas de inundações significativas. A economia de Bratislava foi devido às medidas de proteção contra inundações da cidade, que resistiram à água, embora se acreditasse que Viena foi poupada de danos significativos devido à engenharia da cidade, e planos também foram realizados para ver se tal trabalho poderia ser aplicado ao outras cidades.

## Depois dos efeitos
Quando os níveis de água voltaram ao normal e os moradores voltaram para as suas casas, eles enfrentaram não apenas os danos causados pelas enchentes, mas também ameaças de doenças devido aos resíduos e alimentos em decomposição. O perigo aumentou devido ao alagamento das estações de tratamento de esgoto e ao risco de danos às fábricas de produtos químicos.
Os líderes europeus se reuniram em Berlim para discutir os efeitos das enchentes e criar uma melhor compreensão de como prevenir tais desastres no futuro. Essa reunião gerou algumas críticas, já que a Rússia, que havia sofrido danos significativos, não foi convidada para o que foi anunciado como uma reunião de membros da UE e futuros membros. Os líderes da UE prometeram ajuda aos países da Europa Central que mais sofreram com as inundações com dinheiro proveniente do orçamento estrutural da UE e esta divulgação aos não-membros foi vista como simbólica em um esforço para retratar uma Europa verdadeiramente unida.